# Élections départementales de 2021 dans les Alpes-de-Haute-Provence
Les élections départementales dans les Alpes-de-Haute-Provence ont lieu les 20 et 27 juin 2021.

## Contexte départemental
En mars 2015, Gilbert Sauvan (conseiller départemental du canton de Castellane en tandem avec Alberte Vallée) est élu comme Président du Département des Alpes de Haute Provence.
Le 28 août 2017, il annonce sa démission de la présidence du département, à compter du 1erseptembre
Gilbert Sauvan décède le 16 septembre 2017 à l'âge de 61 ans, des suites d'une longue maladie.
René Massette est élu à la suite de Gilbert Sauvan, grâce au soutien de l’opposition de droite, le 29 septembre 2017, provoquant une scission dans la majorité.

### Assemblée départementale sortante
Avant les élections, le Conseil départemental des Alpes-de-Haute-Provence est présidé par René Massette (PS).
Il comprend 30 conseillers départementaux issus des 15 cantons des Alpes-de-Haute-Provence.
| Président du Conseil départemental   |       |       |      |                                            |
| René Massette (PS)                   |       |       |      |                                            |
| Parti                                | Sigle | Sigle | Élus | Groupes                                    |
| Majorité (20 sièges)                 |       |       |      |                                            |
| Parti socialiste                     |       | PS    | 9    | Majorité départementale                    |
| Les Républicains                     |       | LR    | 6    | Majorité départementale                    |
| Union des démocrates et indépendants |       | UDI   | 2    | Majorité départementale                    |
| Divers gauche                        |       | DVG   | 2    | Majorité départementale                    |
| Europe Écologie Les Verts            |       | EÉLV  | 1    | Majorité départementale                    |
| Opposition (10 sièges)               |       |       |      |                                            |
| Divers gauche                        |       | DVG   | 4    | Territoire démocratique social et européen |
| La République en marche              |       | LREM  | 4    | La République en marche et apparentés      |
| Divers droite                        |       | DVD   | 2    | Les indépendants                           |

## Système électoral
Les élections ont lieu au scrutin majoritaire binominal à deux tours. Le système est paritaire : les candidatures sont présentées sous la forme d'un binôme composé d'une femme et d'un homme avec leurs suppléants (une femme et un homme également).
Pour être élu au premier tour, un binôme doit obtenir la majorité absolue des suffrages exprimés et un nombre de suffrages au moins égal à 25 % des électeurs inscrits. Si aucun binôme n'est élu au premier tour, seuls peuvent se présenter au second tour les binômes qui ont obtenu un nombre de suffrages au moins égal à 12,5 % des électeurs inscrits, sans possibilité pour les binômes de fusionner. Est élu au second tour le binôme qui obtient le plus grand nombre de voix.

## Résultats à l'échelle du département

### Résultats par nuances du ministère de l'Intérieur
Les nuances utilisées par le ministère de l'Intérieur ne tiennent pas compte des alliances locales.
| Binômes                  | Binômes                             | Binômes                  | Premier tour | Premier tour | Premier tour | Second tour | Second tour   | Second tour | Total | +/-           |
| Binômes                  | Binômes                             | Binômes                  | Voix         | %            | Sièges       | Voix        | %             | Sièges      | Total | +/-           |
| ------------------------ | ----------------------------------- | ------------------------ | ------------ | ------------ | ------------ | ----------- | ------------- | ----------- | ----- | ------------- |
|                          | Les Républicains                    | LR                       | 14 994       | 31,20        | 2            | 17 562      | 39,03         | 18          | 20    | 14            |
|                          | Divers gauche                       | DVG                      | 10 260       | 21,35        | 0            | 8 197       | 18,22         | 4           | 4     | 2             |
|                          | Parti communiste français           | COM                      | 4 127        | 8,59         | 0            | 4 951       | 11,00         | 2           | 2     | 2             |
|                          | Divers centre                       | DVC                      | 3 898        | 8,11         | 0            | 4 910       | 10,91         | 2           | 2     | 2             |
|                          | Union à gauche avec des écologistes | UGE                      | 3 311        | 6,89         | 0            | 1 898       | 4,22          | 0           | 0     | en stagnation |
|                          | Parti Socialiste                    | SOC                      | 2 503        | 5,21         | 0            | 2 990       | 6,64          | 2           | 2     | 9             |
|                          | Rassemblement national              | RN                       | 2 466        | 5,13         | 0            | 3 010       | 6,69          | 0           | 0     | en stagnation |
|                          | Union à gauche                      | UG                       | 1 752        | 3,65         | 0            | 1 482       | 3,29          | 0           | 0     | en stagnation |
|                          | Divers droite                       | DVD                      | 1 511        | 3,14         | 0            |             |               |             | 0     | en stagnation |
|                          | Droite souverainiste                | DSV                      | 839          | 1,75         | 0            | 0           | en stagnation |             |       |               |
|                          | La France Insoumise                 | FI                       | 699          | 1,45         | 0            | 0           | en stagnation |             |       |               |
|                          | Union au centre et à gauche         | UCG                      | 591          | 1,23         | 0            | 0           | en stagnation |             |       |               |
|                          | Union au centre et à droite         | UCD                      | 578          | 1,20         | 0            | 0           | en stagnation |             |       |               |
|                          | Écologistes                         | ECO                      | 534          | 1,11         | 0            | 0           | en stagnation |             |       |               |
|                          |                                     |                          |              |              |              |             |               |             |       |               |
| Suffrages exprimés       | Suffrages exprimés                  | Suffrages exprimés       | 48 063       | 93,55        |              | 45 000      | 89,84         |             |       |               |
| Votes blancs             | Votes blancs                        | Votes blancs             | 2 150        | 4,18         | 3 504        | 7,00        |               |             |       |               |
| Votes nuls               | Votes nuls                          | Votes nuls               | 1 166        | 2,27         | 1 584        | 3,16        |               |             |       |               |
| Total                    | Total                               | Total                    | 51 379       | 100          | 2            | 50 088      | 100           | 28          | 30    | en stagnation |
| Abstentions              | Abstentions                         | Abstentions              | 74 802       | 59,31        |              | 67 524      | 57,41         |             |       |               |
| Inscrits / participation | Inscrits / participation            | Inscrits / participation | 126 181      | 40,69        | 117 612      | 42,59       |               |             |       |               |

### Assemblée départementale élue
| Président du Conseil départemental   |       |       |      |                      |
| Éliane Barreille (LR)                |       |       |      |                      |
| Parti                                | Sigle | Sigle | Élus | Groupes              |
| Majorité (20 sièges)                 |       |       |      |                      |
| Les Républicains                     |       | LR    | 19   | Avenir 04            |
| Union des démocrates et indépendants |       | UDI   | 1    | Avenir 04            |
| Opposition (10 sièges)               |       |       |      |                      |
| Divers gauche                        |       | DVG   | 4    | Opposition de gauche |
| Parti socialiste                     |       | PS    | 3    | Opposition de gauche |
| Parti communiste français            |       | PCF   | 1    | Opposition de gauche |
| La République en marche              |       | LREM  | 1    | Nouvel Horizon 04    |
| Divers gauche                        |       | DVG   | 1    | Nouvel Horizon 04    |

### Élus par canton
| Canton                     | Conseiller sortant           | Parti | Parti | Conseiller élu       | Parti | Parti |
| -------------------------- | ---------------------------- | ----- | ----- | -------------------- | ----- | ----- |
| Barcelonnette              | Roger Masse                  |       | LR    | Jean-Michel Tron     |       | LR    |
| Barcelonnette              | Sophie Vaginay               |       | LR    | Élisabeth Jacques    |       | LR    |
| Castellane                 | Thierry Collomp              |       | DVG   | Alain Delseaux       |       | LR    |
| Castellane                 | Alberte Vallée               |       | LREM  | Magali Girieud       |       | LR    |
| Château-Arnoux-Saint-Auban | Sandrine Cosserat            |       | LREM  | Lila Desjardins      |       | DVG   |
| Château-Arnoux-Saint-Auban | Claude Fiaert                |       | LREM  | René Villard         |       | PCF   |
| Digne-les-Bains-1          | René Massette                |       | PS    | René Massette        |       | PS    |
| Digne-les-Bains-1          | Geneviève Primiterra         |       | PS    | Geneviève Primiterra |       | PS    |
| Digne-les-Bains-2          | Serge Carel                  |       | DVG   | Pierre Catillon      |       | LR    |
| Digne-les-Bains-2          | Patricia Granet-Brunello     |       | DVG   | Sandra Raponi        |       | LR    |
| Forcalquier                | Sophie Balasse               |       | LREM  | Patricia Paul        |       | LR    |
| Forcalquier                | Khaled Benferhat             |       | DVG   | Michel Dalmasso      |       | LR    |
| Manosque-1                 | Jacques Brès                 |       | UDI   | Jacques Brès         |       | UDI   |
| Manosque-1                 | Stéphanie Colombero          |       | LR    | Stéphanie Colombero  |       | LR    |
| Manosque-2                 | Jérôme Dubois                |       | PS    | Laurie Sardella      |       | LR    |
| Manosque-2                 | Emmanuelle Fontaine-Domeizel |       | PS    | Camille Galtier      |       | LR    |
| Manosque-3                 | Clotilde Berki               |       | UDI   | Marion Magnan        |       | LR    |
| Manosque-3                 | Jean-Claude Castel           |       | LR    | Jean-Claude Castel   |       | LR    |
| Oraison                    | Guylaine Lefebvre            |       | DVD   | Marie-Claude Brusat  |       | DVG   |
| Oraison                    | Serge Sardella               |       | DVD   | Benoît Gauvan        |       | LREM  |
| Reillanne                  | Pierre Pourcin               |       | PS    | Pierre Pourcin       |       | PS    |
| Reillanne                  | Brigitte Reynaud             |       | DVG   | Michèle Moutte       |       | DVG   |
| Riez                       | Danielle Urquizar            |       | PS    | Éliane Barreille     |       | LR    |
| Riez                       | Bernard Molling              |       | PS    | Claude Bondil        |       | LR    |
| Seyne                      | Évelyne Faure                |       | DVG   | Évelyne Faure        |       | DVG   |
| Seyne                      | Jean-Yves Roux               |       | PRG   | Jean-Yves Roux       |       | PRG   |
| Sisteron                   | Robert Gay                   |       | LR    | Robert Gay           |       | LR    |
| Sisteron                   | Isabelle Morineaud           |       | LR    | Isabelle Morineaud   |       | LR    |
| Valensole                  | Jean-Christophe Pétrigny     |       | PS    | Marcel Gossa         |       | LR    |
| Valensole                  | Nathalie Ponce-Gassier       |       | PS    | Michèle Cottret      |       | LR    |

## Résultats par canton
Les binômes sont présentés par ordre décroissant des résultats au premier tour. En cas de victoire au second tour du binôme arrivé en deuxième place au premier, ses résultats sont indiqués en gras. 

### Canton de Barcelonnette
| Candidats                | Candidats                | Partis                   | Nuance                   | Premier tour | Premier tour | Second tour | Second tour |
| Candidats                | Candidats                | Partis                   | Nuance                   | Voix         | %            | Voix        | %           |
| ------------------------ | ------------------------ | ------------------------ | ------------------------ | ------------ | ------------ | ----------- | ----------- |
|                          | Élisabeth Jacques        | LR                       | LR                       | 1 621        | 60,94        | 1 947       | 68,94       |
|                          | Jean-Michel Tron         | LR                       | LR                       | 1 621        | 60,94        | 1 947       | 68,94       |
|                          | Rémi Gaechter            | EÉLV                     | UGE                      | 594          | 22,33        | 877         | 31,06       |
|                          | Géraldine Martel         | LFI                      | UGE                      | 594          | 22,33        | 877         | 31,06       |
|                          | Odile Leleu              | DVG                      | DVG                      | 445          | 16,73        |             |             |
|                          | Christophe Pichet        | LREM                     | DVG                      | 445          | 16,73        |             |             |
|                          |                          |                          |                          |              |              |             |             |
| Suffrages exprimés       | Suffrages exprimés       | Suffrages exprimés       | Suffrages exprimés       | 2 660        | 91,95        | 2 824       | 93,23       |
| Votes blancs             | Votes blancs             | Votes blancs             | Votes blancs             | 173          | 5,98         | 159         | 5,25        |
| Votes nuls               | Votes nuls               | Votes nuls               | Votes nuls               | 60           | 2,07         | 46          | 1,52        |
| Total                    | Total                    | Total                    | Total                    | 2 893        | 100          | 3 029       | 100         |
| Abstention               | Abstention               | Abstention               | Abstention               | 3 700        | 56,12        | 3 567       | 54,08       |
| Inscrits / participation | Inscrits / participation | Inscrits / participation | Inscrits / participation | 6 593        | 43,88        | 6 596       | 45,92       |

### Canton de Castellane
| Candidats                | Candidats                | Partis                   | Nuance                   | Premier tour | Premier tour |
| Candidats                | Candidats                | Partis                   | Nuance                   | Voix         | %            |
| ------------------------ | ------------------------ | ------------------------ | ------------------------ | ------------ | ------------ |
|                          | Alain Delsaux            | LR                       | LR                       | 2 055        | 52,76        |
|                          | Magali Girieud           | LR                       | LR                       | 2 055        | 52,76        |
|                          | Martine Brondet          | DVG                      | DVG                      | 1 840        | 47,24        |
|                          | Claude Roustan           | PS                       | DVG                      | 1 840        | 47,24        |
|                          |                          |                          |                          |              |              |
| Suffrages exprimés       | Suffrages exprimés       | Suffrages exprimés       | Suffrages exprimés       | 3 895        | 90,79        |
| Votes blancs             | Votes blancs             | Votes blancs             | Votes blancs             | 253          | 5,90         |
| Votes nuls               | Votes nuls               | Votes nuls               | Votes nuls               | 142          | 3,31         |
| Total                    | Total                    | Total                    | Total                    | 4 290        | 100          |
| Abstention               | Abstention               | Abstention               | Abstention               | 4 281        | 49,95        |
| Inscrits / participation | Inscrits / participation | Inscrits / participation | Inscrits / participation | 8 571        | 50,05        |

### Canton de Château-Arnoux-Saint-Auban
| Candidats                | Candidats                | Partis                   | Nuance                   | Premier tour | Premier tour | Second tour | Second tour |
| Candidats                | Candidats                | Partis                   | Nuance                   | Voix         | %            | Voix        | %           |
| ------------------------ | ------------------------ | ------------------------ | ------------------------ | ------------ | ------------ | ----------- | ----------- |
|                          | Lila Desjardins          | DVG                      | COM                      | 1 326        | 40,15        | 2 011       | 56,11       |
|                          | René Villard             | PCF                      | COM                      | 1 326        | 40,15        | 2 011       | 56,11       |
|                          | Simon Caparros           | DVG                      | DVC                      | 1 025        | 31,03        | 1 573       | 43,89       |
|                          | Sandrine Cosserat        | LREM                     | DVC                      | 1 025        | 31,03        | 1 573       | 43,89       |
|                          | Danièle Brémond          | DVG                      | DVG                      | 952          | 28,82        |             |             |
|                          | Patrick Vivos            | DVG                      | DVG                      | 952          | 28,82        |             |             |
|                          |                          |                          |                          |              |              |             |             |
| Suffrages exprimés       | Suffrages exprimés       | Suffrages exprimés       | Suffrages exprimés       | 3 303        | 91,60        | 3 584       | 90,46       |
| Votes blancs             | Votes blancs             | Votes blancs             | Votes blancs             | 199          | 5,52         | 239         | 6,03        |
| Votes nuls               | Votes nuls               | Votes nuls               | Votes nuls               | 104          | 2,88         | 139         | 3,51        |
| Total                    | Total                    | Total                    | Total                    | 3 606        | 100          | 3 962       | 100         |
| Abstention               | Abstention               | Abstention               | Abstention               | 5 925        | 62,17        | 5 567       | 58,42       |
| Inscrits / participation | Inscrits / participation | Inscrits / participation | Inscrits / participation | 9 531        | 37,83        | 9 529       | 41,58       |

### Canton de Digne-les-Bains-1
| Candidats                | Candidats                | Partis                   | Nuance                   | Premier tour | Premier tour | Second tour | Second tour |
| Candidats                | Candidats                | Partis                   | Nuance                   | Voix         | %            | Voix        | %           |
| ------------------------ | ------------------------ | ------------------------ | ------------------------ | ------------ | ------------ | ----------- | ----------- |
|                          | René Massette            | PS                       | SOC                      | 1 094        | 40,87        | 1 736       | 62,97       |
|                          | Geneviève Primiterra     | PS                       | SOC                      | 1 094        | 40,87        | 1 736       | 62,97       |
|                          | Hélène Richer            | EÉLV                     | UGE                      | 679          | 25,36        | 1 021       | 37,03       |
|                          | Stéphane Sansano         | PCF                      | UGE                      | 679          | 25,36        | 1 021       | 37,03       |
|                          | Bruno Acciai             | DVC                      | DVC                      | 494          | 18,45        |             |             |
|                          | Annette Tamietti         | DVC                      | DVC                      | 494          | 18,45        |             |             |
|                          | Joëlle Laugier           | LR                       | LR                       | 410          | 15,32        |             |             |
|                          | Christian Peyre          | UDI                      | LR                       | 410          | 15,32        |             |             |
|                          |                          |                          |                          |              |              |             |             |
| Suffrages exprimés       | Suffrages exprimés       | Suffrages exprimés       | Suffrages exprimés       | 2 677        | 93,44        | 2 757       | 87,80       |
| Votes blancs             | Votes blancs             | Votes blancs             | Votes blancs             | 121          | 4,22         | 229         | 7,29        |
| Votes nuls               | Votes nuls               | Votes nuls               | Votes nuls               | 67           | 2,34         | 154         | 4,90        |
| Total                    | Total                    | Total                    | Total                    | 2 865        | 100          | 3 140       | 100         |
| Abstention               | Abstention               | Abstention               | Abstention               | 4 640        | 61,83        | 4 367       | 58,17       |
| Inscrits / participation | Inscrits / participation | Inscrits / participation | Inscrits / participation | 7 505        | 38,17        | 7 507       | 41,83       |

### Canton de Digne-les-Bains-2
| Candidats                | Candidats                | Partis                   | Nuance                   | Premier tour | Premier tour | Second tour | Second tour |
| Candidats                | Candidats                | Partis                   | Nuance                   | Voix         | %            | Voix        | %           |
| ------------------------ | ------------------------ | ------------------------ | ------------------------ | ------------ | ------------ | ----------- | ----------- |
|                          | Pierre Catillon          | LR                       | LR                       | 776          | 26,08        | 1 562       | 50,08       |
|                          | Sandra Raponi            | LR                       | LR                       | 776          | 26,08        | 1 562       | 50,08       |
|                          | Emmanuelle Martin        | DVG                      | DVG                      | 682          | 22,92        | 1 557       | 49,92       |
|                          | Georges Pereira          | LREM                     | DVG                      | 682          | 22,92        | 1 557       | 49,92       |
|                          | Gilles Brest             | EÉLV                     | UGE                      | 636          | 21,38        |             |             |
|                          | Anissa Slimi-Demailly    | LFI                      | UGE                      | 636          | 21,38        |             |             |
|                          | Martine Bonnet           | DVD                      | UCD                      | 578          | 19,43        |             |             |
|                          | Jean-Paul Comte          | DVD                      | UCD                      | 578          | 19,43        |             |             |
|                          | Serge Carel              | DVG                      | DVG                      | 303          | 10,18        |             |             |
|                          | Margaret Missimilly      | PS                       | DVG                      | 303          | 10,18        |             |             |
|                          |                          |                          |                          |              |              |             |             |
| Suffrages exprimés       | Suffrages exprimés       | Suffrages exprimés       | Suffrages exprimés       | 2 975        | 92,11        | 3 119       | 88,18       |
| Votes blancs             | Votes blancs             | Votes blancs             | Votes blancs             | 169          | 5,23         | 269         | 7,61        |
| Votes nuls               | Votes nuls               | Votes nuls               | Votes nuls               | 86           | 2,66         | 149         | 4,21        |
| Total                    | Total                    | Total                    | Total                    | 3 230        | 100          | 3 537       | 100         |
| Abstention               | Abstention               | Abstention               | Abstention               | 5 449        | 62,78        | 5 143       | 59,25       |
| Inscrits / participation | Inscrits / participation | Inscrits / participation | Inscrits / participation | 8 679        | 37,22        | 8 680       | 40,75       |

### Canton de Forcalquier
| Candidats                | Candidats                | Partis                   | Nuance                   | Premier tour | Premier tour | Second tour | Second tour |
| Candidats                | Candidats                | Partis                   | Nuance                   | Voix         | %            | Voix        | %           |
| ------------------------ | ------------------------ | ------------------------ | ------------------------ | ------------ | ------------ | ----------- | ----------- |
|                          | Michel Dalmasso          | LR                       | LR                       | 1 679        | 40,90        | 2 340       | 52,33       |
|                          | Patricia Paul            | LR                       | LR                       | 1 679        | 40,90        | 2 340       | 52,33       |
|                          | Geoffroy Gonzalez        | DVG                      | DVG                      | 1 379        | 33,59        | 2 132       | 47,67       |
|                          | Brigitte Reynaud         | DVG                      | DVG                      | 1 379        | 33,59        | 2 132       | 47,67       |
|                          | Khaled Benferhat         | DVG                      | DVG                      | 816          | 19,88        |             |             |
|                          | Nadine Curnier           | DVG                      | DVG                      | 816          | 19,88        |             |             |
|                          | Bernard Boudart          | PS                       | SOC                      | 231          | 5,63         |             |             |
|                          | Delphine Reynaud         | PS                       | SOC                      | 231          | 5,63         |             |             |
|                          |                          |                          |                          |              |              |             |             |
| Suffrages exprimés       | Suffrages exprimés       | Suffrages exprimés       | Suffrages exprimés       | 4 105        | 94,45        | 4 472       | 94,17       |
| Votes blancs             | Votes blancs             | Votes blancs             | Votes blancs             | 149          | 3,43         | 165         | 3,47        |
| Votes nuls               | Votes nuls               | Votes nuls               | Votes nuls               | 92           | 2,12         | 112         | 2,36        |
| Total                    | Total                    | Total                    | Total                    | 4 346        | 100          | 4 749       | 100         |
| Abstention               | Abstention               | Abstention               | Abstention               | 4 592        | 51,32        | 4 187       | 46,86       |
| Inscrits / participation | Inscrits / participation | Inscrits / participation | Inscrits / participation | 8 938        | 48,62        | 8 936       | 53,14       |

### Canton de Manosque-1
| Candidats                | Candidats                | Partis                   | Nuance                   | Premier tour | Premier tour | Second tour | Second tour |
| Candidats                | Candidats                | Partis                   | Nuance                   | Voix         | %            | Voix        | %           |
| ------------------------ | ------------------------ | ------------------------ | ------------------------ | ------------ | ------------ | ----------- | ----------- |
|                          | Jacques Brès             | UDI                      | LR                       | 1 110        | 37,27        | 1 971       | 65,02       |
|                          | Stéphanie Colombero      | LR                       | LR                       | 1 110        | 37,27        | 1 971       | 65,02       |
|                          | Christian Girard         | RN                       | RN                       | 860          | 28,88        | 1 055       | 34,98       |
|                          | Valérie Lafay-Angelvin   | RN                       | RN                       | 860          | 28,88        | 1 055       | 34,98       |
|                          | Guillaume Bertolina      | PCF                      | COM                      | 600          | 20,15        |             |             |
|                          | Cécile Germain           | PCF                      | COM                      | 600          | 20,15        |             |             |
|                          | Sylviane Chaumont-Gorius | DVC                      | DVC                      | 408          | 13,70        |             |             |
|                          | Sylvain D'Apuzzo         | DVC                      | DVC                      | 408          | 13,70        |             |             |
|                          |                          |                          |                          |              |              |             |             |
| Suffrages exprimés       | Suffrages exprimés       | Suffrages exprimés       | Suffrages exprimés       | 2 978        | 95,42        | 3 016       | 92,01       |
| Votes blancs             | Votes blancs             | Votes blancs             | Votes blancs             | 95           | 3,04         | 173         | 5,28        |
| Votes nuls               | Votes nuls               | Votes nuls               | Votes nuls               | 48           | 1,54         | 89          | 2,72        |
| Total                    | Total                    | Total                    | Total                    | 3 121        | 100          | 3 278       | 100         |
| Abstention               | Abstention               | Abstention               | Abstention               | 5 861        | 65,25        | 5 706       | 63,51       |
| Inscrits / participation | Inscrits / participation | Inscrits / participation | Inscrits / participation | 8 982        | 34,75        | 8 984       | 36,49       |

### Canton de Manosque-2
| Candidats                | Candidats                    | Partis                   | Nuance                   | Premier tour | Premier tour | Second tour | Second tour |
| Candidats                | Candidats                    | Partis                   | Nuance                   | Voix         | %            | Voix        | %           |
| ------------------------ | ---------------------------- | ------------------------ | ------------------------ | ------------ | ------------ | ----------- | ----------- |
|                          | Camille Galtier              | LR                       | LR                       | 1 138        | 41,10        | 1 663       | 57,01       |
|                          | Laurie Sardella              | LR                       | LR                       | 1 138        | 41,10        | 1 663       | 57,01       |
|                          | Lionel Fantova               | PS                       | SOC                      | 616          | 22,25        | 1 254       | 42,99       |
|                          | Emmanuelle Fontaine-Domeizel | PS                       | SOC                      | 616          | 22,25        | 1 254       | 42,99       |
|                          | Laurent Guidon               | GRS                      | UGE                      | 547          | 19,75        |             |             |
|                          | Isabelle Sese                | EÉLV                     | UGE                      | 547          | 19,75        |             |             |
|                          | Laurent Raymondo             | DLF                      | DSV                      | 273          | 9,86         |             |             |
|                          | Sabine Van Xunen             | DLF                      | DSV                      | 273          | 9,86         |             |             |
|                          | Dominique Alunno             | DVD                      | DVD                      | 195          | 7,04         |             |             |
|                          | Bernard Diguet               | DVD                      | DVD                      | 195          | 7,04         |             |             |
|                          |                              |                          |                          |              |              |             |             |
| Suffrages exprimés       | Suffrages exprimés           | Suffrages exprimés       | Suffrages exprimés       | 2 769        | 94,47        | 2 917       | 91,67       |
| Votes blancs             | Votes blancs                 | Votes blancs             | Votes blancs             | 88           | 3,00         | 178         | 2,73        |
| Votes nuls               | Votes nuls                   | Votes nuls               | Votes nuls               | 74           | 2,52         | 87          | 5,59        |
| Total                    | Total                        | Total                    | Total                    | 2 931        | 100          | 3 182       | 100         |
| Abstention               | Abstention                   | Abstention               | Abstention               | 4 558        | 60,86        | 4 307       | 57,51       |
| Inscrits / participation | Inscrits / participation     | Inscrits / participation | Inscrits / participation | 7 489        | 39,14        | 7 489       | 42,49       |

### Canton de Manosque-3
| Candidats                | Candidats                | Partis                   | Nuance                   | Premier tour | Premier tour | Second tour | Second tour |
| Candidats                | Candidats                | Partis                   | Nuance                   | Voix         | %            | Voix        | %           |
| ------------------------ | ------------------------ | ------------------------ | ------------------------ | ------------ | ------------ | ----------- | ----------- |
|                          | Jean-Claude Castel       | LR                       | LR                       | 1 357        | 50,24        | 1 839       | 62,42       |
|                          | Marion Magnan            | LR                       | LR                       | 1 357        | 50,24        | 1 839       | 62,42       |
|                          | Sylvain Miralles         | PCF                      | COM                      | 753          | 27,88        | 1 107       | 37,58       |
|                          | Estelle Suner            | PCF                      | COM                      | 753          | 27,88        | 1 107       | 37,58       |
|                          | Clotilde Berki           | UDI                      | UCG                      | 591          | 21,88        |             |             |
|                          | Jean-Luc Queiras         | LREM                     | UCG                      | 591          | 21,88        |             |             |
|                          |                          |                          |                          |              |              |             |             |
| Suffrages exprimés       | Suffrages exprimés       | Suffrages exprimés       | Suffrages exprimés       | 2 701        | 93,82        | 2 946       | 93,17       |
| Votes blancs             | Votes blancs             | Votes blancs             | Votes blancs             | 122          | 4,24         | 137         | 4,33        |
| Votes nuls               | Votes nuls               | Votes nuls               | Votes nuls               | 56           | 1,95         | 79          | 2,50        |
| Total                    | Total                    | Total                    | Total                    | 2 879        | 100          | 3 162       | 100         |
| Abstention               | Abstention               | Abstention               | Abstention               | 5 608        | 66,08        | 5 325       | 62,74       |
| Inscrits / participation | Inscrits / participation | Inscrits / participation | Inscrits / participation | 8 487        | 33,92        | 8 487       | 37,26       |

### Canton d'Oraison
| Candidats                | Candidats                | Partis                   | Nuance                   | Premier tour | Premier tour | Second tour | Second tour |
| Candidats                | Candidats                | Partis                   | Nuance                   | Voix         | %            | Voix        | %           |
| ------------------------ | ------------------------ | ------------------------ | ------------------------ | ------------ | ------------ | ----------- | ----------- |
|                          | Marie-Claude Brusat      | DVG                      | DVC                      | 1 055        | 33,86        | 1 801       | 54,86       |
|                          | Benoît Gauvan            | LREM                     | DVC                      | 1 055        | 33,86        | 1 801       | 54,86       |
|                          | Gérard Paul              | PCF                      | UG                       | 938          | 30,10        | 1 482       | 45,14       |
|                          | Paola Valenti            | PS                       | UG                       | 938          | 30,10        | 1 482       | 45,14       |
|                          | Noël Chuisano            | DLF                      | DSV                      | 566          | 18,16        |             |             |
|                          | Françoise de Lorenzo     | DLF                      | DSV                      | 566          | 18,16        |             |             |
|                          | Carole Bouclier          | DVG                      | DVG                      | 279          | 8,95         |             |             |
|                          | Gérard Brun              | DVG                      | DVG                      | 279          | 8,95         |             |             |
|                          | Gilles Cartier           | LR                       | DVD                      | 278          | 8,92         |             |             |
|                          | Jacqueline François      | DVD                      | DVD                      | 278          | 8,92         |             |             |
|                          |                          |                          |                          |              |              |             |             |
| Suffrages exprimés       | Suffrages exprimés       | Suffrages exprimés       | Suffrages exprimés       | 3 116        | 93,97        | 3 283       | 90,62       |
| Votes blancs             | Votes blancs             | Votes blancs             | Votes blancs             | 119          | 3,59         | 203         | 5,60        |
| Votes nuls               | Votes nuls               | Votes nuls               | Votes nuls               | 81           | 2,44         | 137         | 3,78        |
| Total                    | Total                    | Total                    | Total                    | 3 316        | 100          | 3 623       | 100         |
| Abstention               | Abstention               | Abstention               | Abstention               | 7 165        | 68,36        | 6 858       | 65,43       |
| Inscrits / participation | Inscrits / participation | Inscrits / participation | Inscrits / participation | 10 481       | 31,64        | 10 481      | 34,57       |

### Canton de Reillanne
| Candidats                | Candidats                | Partis                   | Nuance                   | Premier tour | Premier tour | Second tour | Second tour |
| Candidats                | Candidats                | Partis                   | Nuance                   | Voix         | %            | Voix        | %           |
| ------------------------ | ------------------------ | ------------------------ | ------------------------ | ------------ | ------------ | ----------- | ----------- |
|                          | Alain Clapier            | PCF                      | COM                      | 1 448        | 38,37        | 1 833       | 47,86       |
|                          | Claire Dufour            | DVG                      | COM                      | 1 448        | 38,37        | 1 833       | 47,86       |
|                          | Michèle Moutte           | DVG                      | DVG                      | 1 245        | 32,99        | 1 997       | 52,14       |
|                          | Pierre Pourcin           | PS                       | DVG                      | 1 245        | 32,99        | 1 997       | 52,14       |
|                          | Gérard Baumel            | LR                       | LR                       | 1 081        | 28,64        |             |             |
|                          | Françoise Meyer          | LR                       | LR                       | 1 081        | 28,64        |             |             |
|                          |                          |                          |                          |              |              |             |             |
| Suffrages exprimés       | Suffrages exprimés       | Suffrages exprimés       | Suffrages exprimés       | 3 774        | 94,19        | 3 830       | 91,10       |
| Votes blancs             | Votes blancs             | Votes blancs             | Votes blancs             | 137          | 3,42         | 234         | 5,57        |
| Votes nuls               | Votes nuls               | Votes nuls               | Votes nuls               | 96           | 2,40         | 140         | 3,33        |
| Total                    | Total                    | Total                    | Total                    | 4 007        | 100          | 4 204       | 100         |
| Abstention               | Abstention               | Abstention               | Abstention               | 4 798        | 54,49        | 4 598       | 52,24       |
| Inscrits / participation | Inscrits / participation | Inscrits / participation | Inscrits / participation | 8 805        | 45,51        | 8 802       | 47,76       |

### Canton de Riez
| Candidats                | Candidats                | Partis                   | Nuance                   | Premier tour | Premier tour | Second tour | Second tour |
| Candidats                | Candidats                | Partis                   | Nuance                   | Voix         | %            | Voix        | %           |
| ------------------------ | ------------------------ | ------------------------ | ------------------------ | ------------ | ------------ | ----------- | ----------- |
|                          | Éliane Barreille         | LR                       | LR                       | 936          | 28,92        | 1 980       | 66,33       |
|                          | Claude Bondil            | LR                       | LR                       | 936          | 28,92        | 1 980       | 66,33       |
|                          | Muriel de Vita           | RN                       | RN                       | 817          | 25,25        | 1 005       | 33,67       |
|                          | Éric Sauvaire            | RN                       | RN                       | 817          | 25,25        | 1 005       | 33,67       |
|                          | Arnold Achard            | LFI                      | UG                       | 814          | 25,15        |             |             |
|                          | Michèle Bizot-Gastaldi   | PCF                      | UG                       | 814          | 25,15        |             |             |
|                          | Christophe Dubois        | PS                       | DVG                      | 669          | 20,67        |             |             |
|                          | Carole Toussaint         | DVG                      | DVG                      | 669          | 20,67        |             |             |
|                          |                          |                          |                          |              |              |             |             |
| Suffrages exprimés       | Suffrages exprimés       | Suffrages exprimés       | Suffrages exprimés       | 3 236        | 95,29        | 2 985       | 88,26       |
| Votes blancs             | Votes blancs             | Votes blancs             | Votes blancs             | 124          | 3,65         | 274         | 8,10        |
| Votes nuls               | Votes nuls               | Votes nuls               | Votes nuls               | 36           | 1,06         | 123         | 3,64        |
| Total                    | Total                    | Total                    | Total                    | 3 396        | 100          | 3 382       | 100         |
| Abstention               | Abstention               | Abstention               | Abstention               | 4 275        | 55,73        | 4 289       | 55,91       |
| Inscrits / participation | Inscrits / participation | Inscrits / participation | Inscrits / participation | 7 671        | 44,27        | 7 671       | 44,09       |

### Canton de Seyne
| Candidats                | Candidats                | Partis                   | Nuance                   | Premier tour | Premier tour | Second tour | Second tour |
| Candidats                | Candidats                | Partis                   | Nuance                   | Voix         | %            | Voix        | %           |
| ------------------------ | ------------------------ | ------------------------ | ------------------------ | ------------ | ------------ | ----------- | ----------- |
|                          | Évelyne Faure            | DVG                      | DVG                      | 1 650        | 52,18        | 2 511       | 100         |
|                          | Jean-Yves Roux           | PRG                      | DVG                      | 1 650        | 52,18        | 2 511       | 100         |
|                          | Patricia Rolland         | DVD                      | DVD                      | 813          | 25,71        | Retrait     | Retrait     |
|                          | Gilles Thézan            | DVD                      | DVD                      | 813          | 25,71        | Retrait     | Retrait     |
|                          | Isabelle Dalban          | DVG                      | FI                       | 699          | 22,11        |             |             |
|                          | Jean-Jacques Leporati    | LFI                      | FI                       | 699          | 22,11        |             |             |
|                          |                          |                          |                          |              |              |             |             |
| Suffrages exprimés       | Suffrages exprimés       | Suffrages exprimés       | Suffrages exprimés       | 3 162        | 92,32        | 2 511       | 74,07       |
| Votes blancs             | Votes blancs             | Votes blancs             | Votes blancs             | 169          | 4,93         | 752         | 22,18       |
| Votes nuls               | Votes nuls               | Votes nuls               | Votes nuls               | 94           | 2,74         | 127         | 3,75        |
| Total                    | Total                    | Total                    | Total                    | 3 425        | 100          | 3 390       | 100         |
| Abstention               | Abstention               | Abstention               | Abstention               | 3 918        | 53,36        | 3 951       | 53,82       |
| Inscrits / participation | Inscrits / participation | Inscrits / participation | Inscrits / participation | 7 343        | 46,64        | 7 341       | 46,18       |

### Canton de Sisteron
| Candidats                | Candidats                | Partis                   | Nuance                   | Premier tour | Premier tour | Second tour | Second tour |
| Candidats                | Candidats                | Partis                   | Nuance                   | Voix         | %            | Voix        | %           |
| ------------------------ | ------------------------ | ------------------------ | ------------------------ | ------------ | ------------ | ----------- | ----------- |
|                          | Robert Gay               | LR                       | LR                       | 1 691        | 45,86        | 2 202       | 58,91       |
|                          | Isabelle Morineaud       | LR                       | LR                       | 1 691        | 45,86        | 2 202       | 58,91       |
|                          | Jocelyne Feraud          | DVG                      | DVC                      | 916          | 24,84        | 1 536       | 41,09       |
|                          | Sylvain Jaffre           | LREM                     | DVC                      | 916          | 24,84        | 1 536       | 41,09       |
|                          | Florence Cheilan         | DVG                      | UGE                      | 855          | 23,19        |             |             |
|                          | Édouard Kroczek          | LFI                      | UGE                      | 855          | 23,19        |             |             |
|                          | Jean-Bruno Méric         | DVD                      | DVD                      | 225          | 6,10         |             |             |
|                          | Houria Tarhouni          | DVD                      | DVD                      | 225          | 6,10         |             |             |
|                          |                          |                          |                          |              |              |             |             |
| Suffrages exprimés       | Suffrages exprimés       | Suffrages exprimés       | Suffrages exprimés       | 3 687        | 93,51        | 3 738       | 89,58       |
| Votes blancs             | Votes blancs             | Votes blancs             | Votes blancs             | 165          | 4,18         | 298         | 7,14        |
| Votes nuls               | Votes nuls               | Votes nuls               | Votes nuls               | 91           | 2,31         | 137         | 3,28        |
| Total                    | Total                    | Total                    | Total                    | 3 943        | 100          | 4 173       | 100         |
| Abstention               | Abstention               | Abstention               | Abstention               | 5 809        | 59,57        | 5 582       | 57,22       |
| Inscrits / participation | Inscrits / participation | Inscrits / participation | Inscrits / participation | 9 752        | 40,43        | 9 755       | 42,78       |

### Canton de Valensole
| Candidats                | Candidats                | Partis                   | Nuance                   | Premier tour | Premier tour | Second tour | Second tour |
| Candidats                | Candidats                | Partis                   | Nuance                   | Voix         | %            | Voix        | %           |
| ------------------------ | ------------------------ | ------------------------ | ------------------------ | ------------ | ------------ | ----------- | ----------- |
|                          | Michèle Cottret          | LR                       | LR                       | 1 140        | 37,69        | 2 068       | 68,52       |
|                          | Marcel Gossa             | LR                       | LR                       | 1 140        | 37,69        | 2 068       | 68,52       |
|                          | Martine Ravier           | RN                       | RN                       | 789          | 26,08        | 950         | 31,48       |
|                          | Robert Vidal             | RN                       | RN                       | 789          | 26,08        | 950         | 31,48       |
|                          | Philippe Bec             | PS                       | SOC                      | 562          | 18,58        |             |             |
|                          | Nathalie Ponce-Gassier   | PS                       | SOC                      | 562          | 18,58        |             |             |
|                          | Patrick Garnon           | EÉLV                     | ECO                      | 534          | 17,65        |             |             |
|                          | Morgane Verbe            | EÉLV                     | ECO                      | 534          | 17,65        |             |             |
|                          |                          |                          |                          |              |              |             |             |
| Suffrages exprimés       | Suffrages exprimés       | Suffrages exprimés       | Suffrages exprimés       | 3 025        | 96,61        | 3 018       | 92,10       |
| Votes blancs             | Votes blancs             | Votes blancs             | Votes blancs             | 67           | 2,14         | 194         | 5,92        |
| Votes nuls               | Votes nuls               | Votes nuls               | Votes nuls               | 39           | 1,25         | 65          | 1,98        |
| Total                    | Total                    | Total                    | Total                    | 3 131        | 100          | 3 277       | 100         |
| Abstention               | Abstention               | Abstention               | Abstention               | 4 223        | 57,42        | 4 077       | 55,44       |
| Inscrits / participation | Inscrits / participation | Inscrits / participation | Inscrits / participation | 7 354        | 43,88        | 7 354       | 44,56       |